# Martinsberg (Kreis Sibiu)
Martinsberg (rumänisch Șomartin, ungarisch Mártonhegy) ist ein Dorf im Kreis Sibiu in Rumänien. Es ist Teil der Gemeinde Bruiu (Braller).

## Geographische Lage

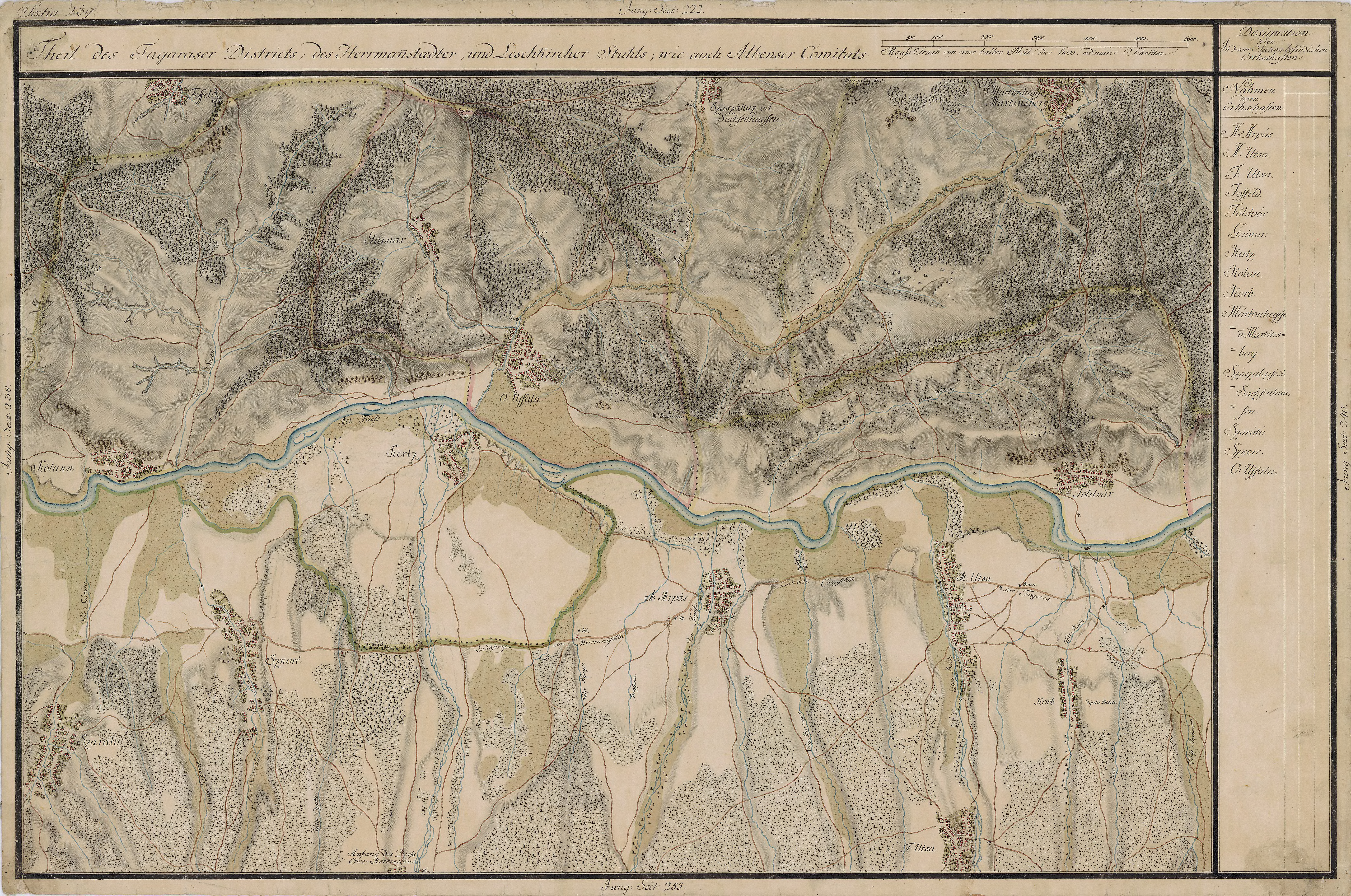
Martinsberg in der Josephinischen Landaufnahme von 1769 bis 1773.

Șomartin liegt im Altland, östlich des Harbachtals, im Süden des Siebenbürgischen Beckens im historischen Großschenker Stuhl. An der Kreisstraße (drum județean) DJ 105A befindet sich der Ort drei Kilometer südwestlich vom Gemeindezentrum und etwa 30 Kilometer von der Kleinstadt Agnita (Agnethlen) entfernt.

## Geschichte
Șomartin wurde 1337 erstmals urkundlich erwähnt. Die freie sächsische Gemeinde gehörte zur Zeit des Königreichs Ungarn dem Stuhlbezirk Szentágota im Komitat Groß-Kokelburg und als 1950 der Kreis Făgăraș (Județul Făgăraș) abgeschafft wurde, wurde das Dorf der Gemeinde Bruiu im heutigen Kreis Sibiu zugeteilt.
Archäologische Funde in dem von den Einheimischen Poro Luorcz genannten Gebiet wurden laut Vasile Pârvan, Kurt Horedt und Paul Reinecke der Hallstattzeit zugeordnet.

## Bevölkerung
Die Bevölkerung Martinsbergs entwickelte sich wie folgt:
Seit 1850 wurde in Șomartin die höchste Einwohnerzahl 1941 ermittelt. Die höchste Anzahl der Rumäniendeutschen wurde 1850, die der Rumänen 1920, der Roma (136) 1930 und die der Magyaren 1941 registriert.

## Sehenswürdigkeiten
- Die Wehrkirche, aus einer dreischiffigen Basilika im 13. Jahrhundert entstanden, wurde laut dem Verzeichnis historischer Denkmäler des Ministeriums für Kultur und nationales Erbe (Ministerul Culturii și Patrimoniului Național) 1795 umgebaut und steht unter Denkmalschutz.[6] Nach der Massenauswanderung der Siebenbürger Sachsen nach Deutschland wurden die meisten Kunstgegenstände, Bilder und Statuen aus dem Kirchenraum entfernt und in ein Depot nach Hermannstadt gebracht.
- Die ehemalige deutsche Schule und der Veranstaltungssaals der evangelischen Kirchengemeinde Anfang des 20. Jahrhunderts errichtet, sind dem Zerfall überlassen.

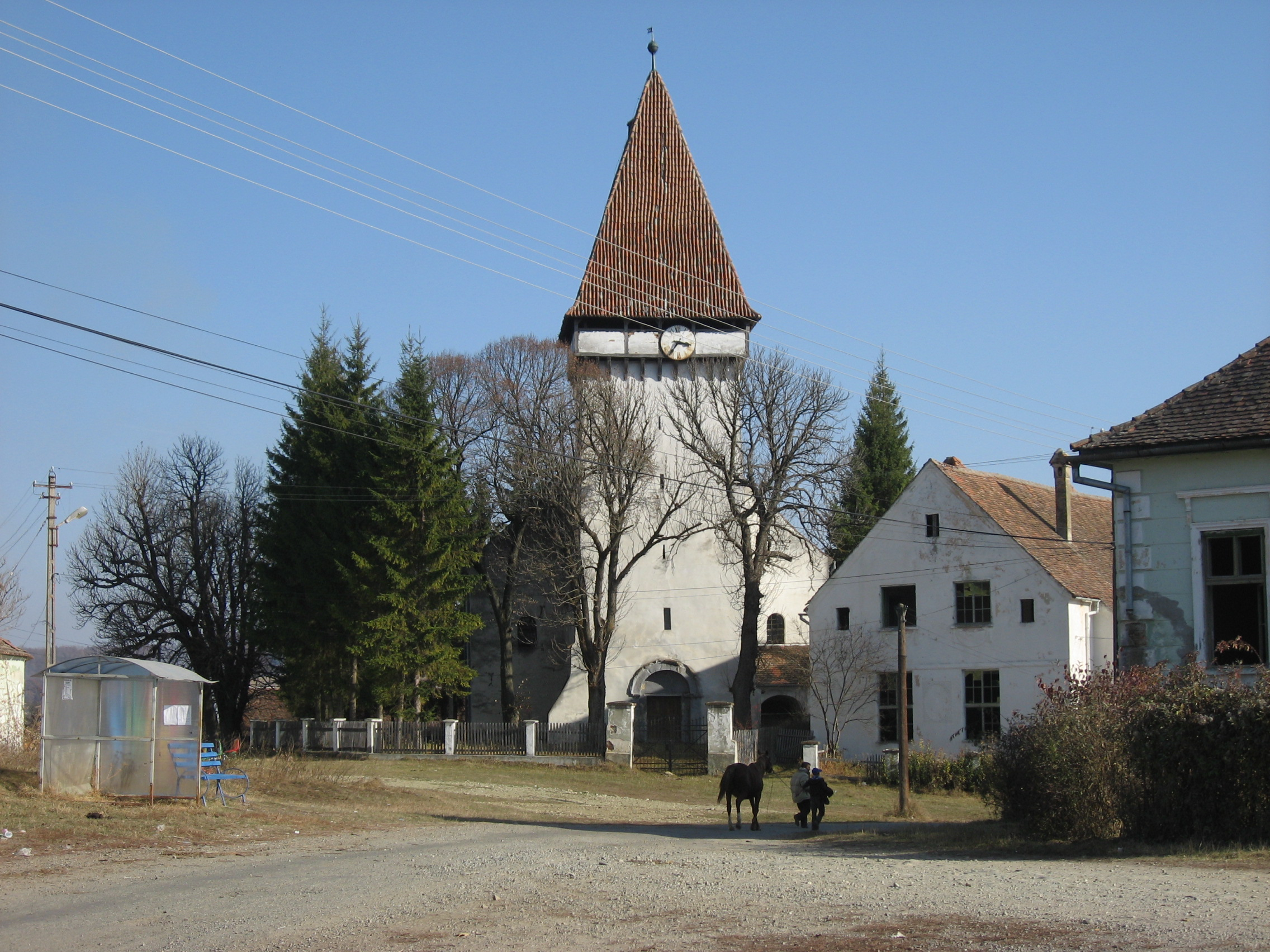
Kirchenburg Martinsberg mit dem Saal
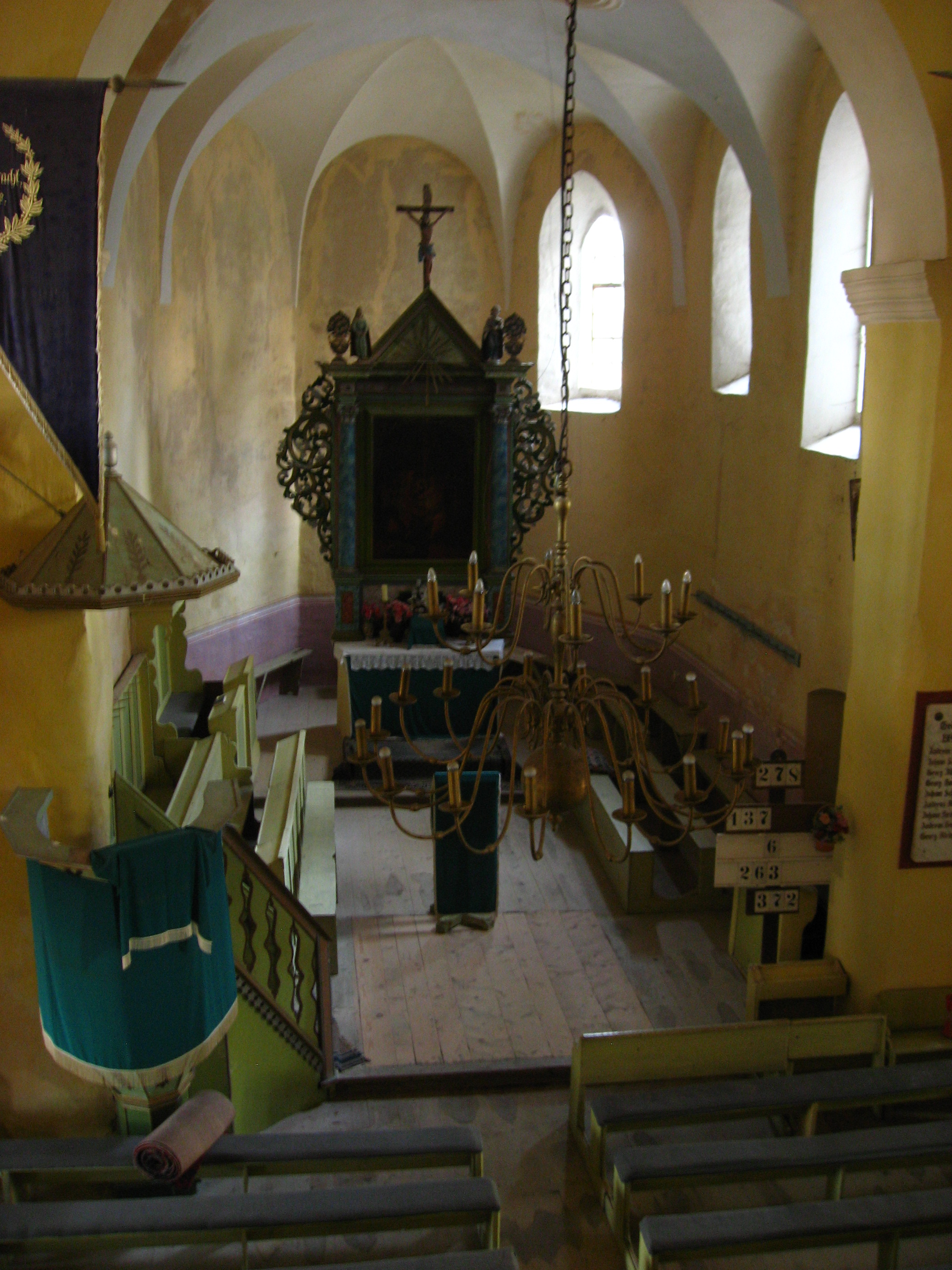
Innenraum der verwaisten evangelischen Kirche
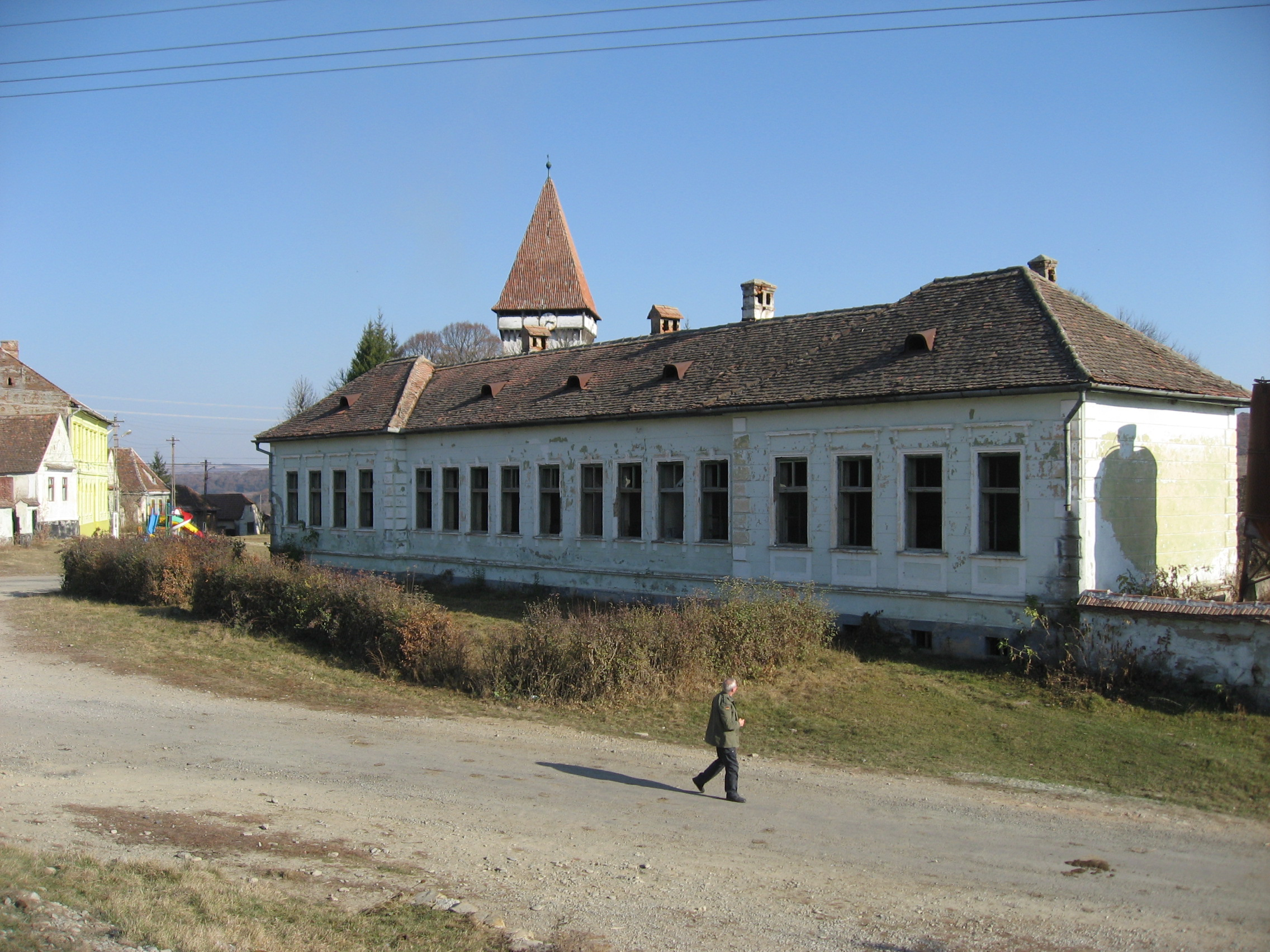
Ehemalige deutsche Schule
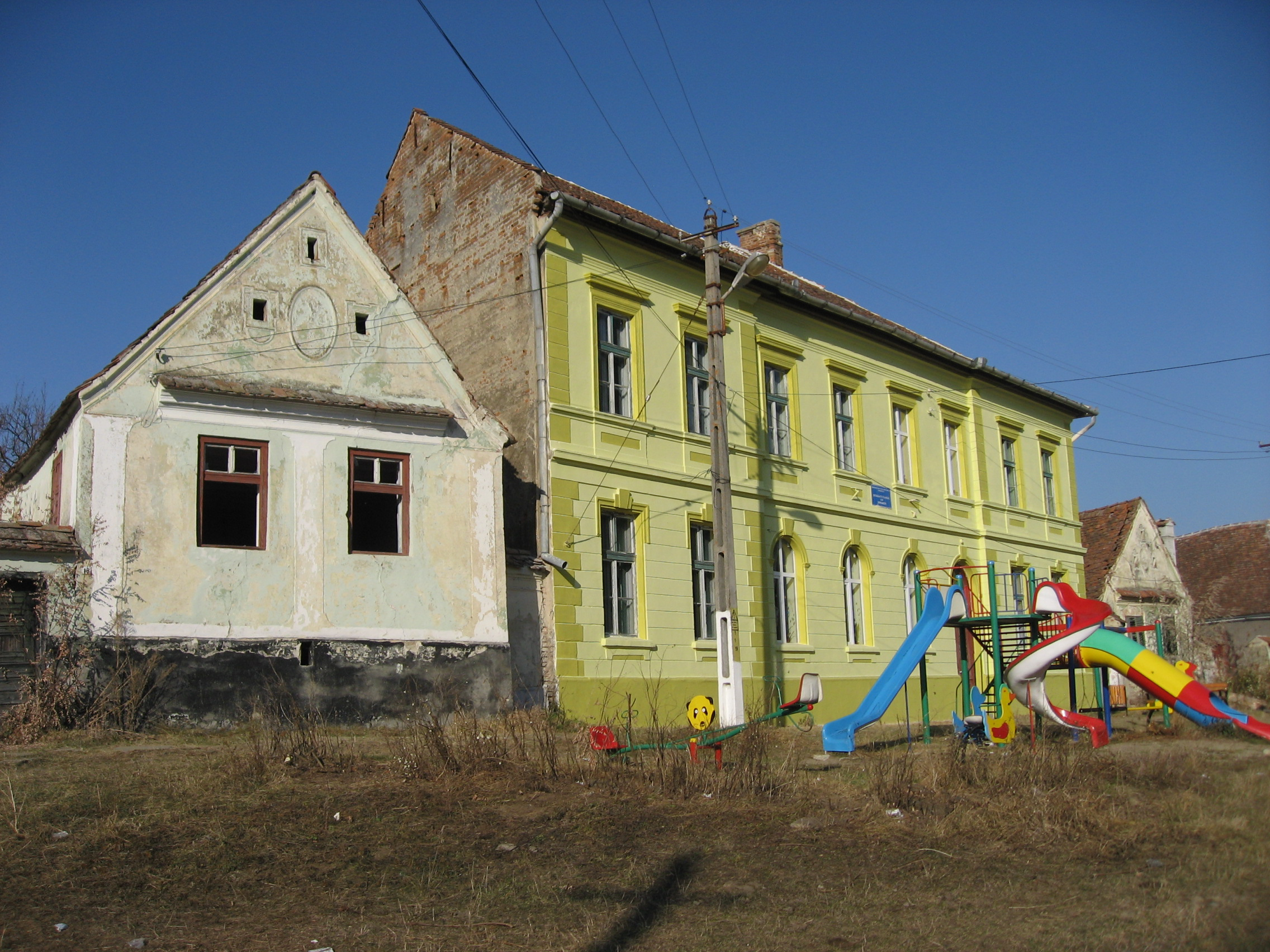
Ehemaliges Rathaus, heute rumänische Schule
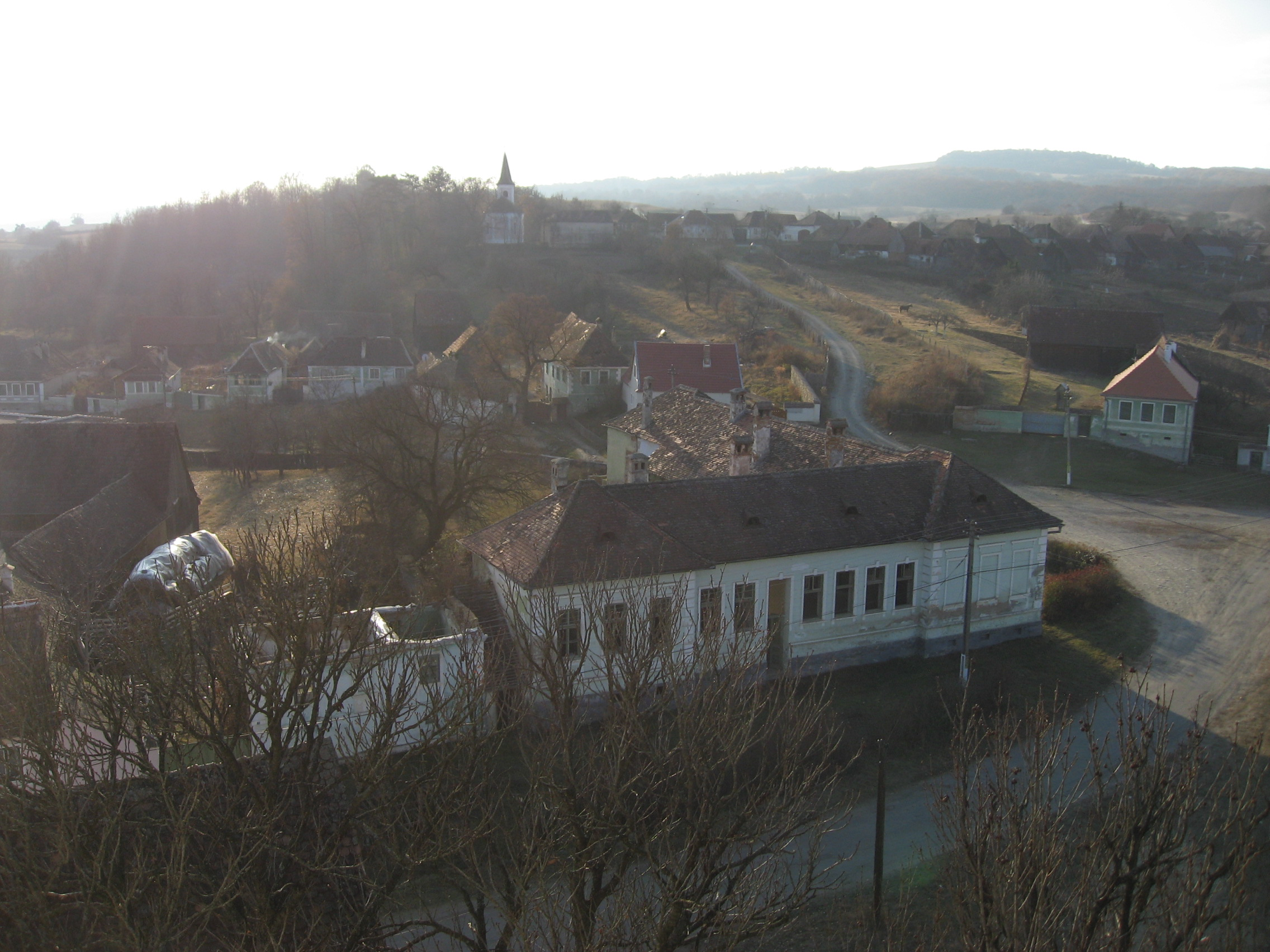
Blick vom Kirchturm auf die rumänisch-orthodoxe Kirche